# Ofensiva a Deir ez-Zor
L'ofensiva de Deir ez-Zor, anomenada Campanya Tormenta al-Jazeera, és una operació militar encapçalada per les Forces Democràtiques de Síria (FDS) contra el grup autoanomenat Estat Islàmic a la Governació de Deir ez-Zor amb l'objectiu d'alliberar el territori a l'est del riu Eufrates.
L'ofensiva es va desenvolupar simultàniament a la Batalla de Raqqa encapçalada també per les FDS, així com amb les campanyes per capturar la Síria Central i Oriental abanderada per l'Exèrcit sirià.

## Antecedents
El 25 d'agost de 2017, prop de 800 combatents de les Forces d'Elit sirians van desertar per integrar-se al Consell Militar de Deir ez-Zor. El mateix dia, Ahmad Abu Khawla, comandant del Consell, va una ofensiva al nord de Deir ez-Zor que duraria diverses setmanes. Just abans de l'inici de l'ofensiva, les FDS van rebre gran quantitat d'armes i munició del CJTF-OIR.

## L'ofensiva

### Primera fase
El 9 de setembre, es va anunciar l'ofensiva oficialment al districte d'Al-Shaddada amb l'objectiu d'expulsar EI de totes les zones al nord i l'est de l'Eufrates. Durant els dos dies següents, les FDS van avançar ràpidament i van capturar nombrosos poblacions. Segons els mitjans opositors pro-sirians, aquest ràpid progrés inicial es va deure a que les forces d'EI es retiressin d'àrees difícils de defensar dels atacs aeris del CJTF-OIR.
Entre els 10 i 13 de setembre, les FDS van capturar diverses localitats al nord de Deir ez-Zor, així com les sitges i dipòsits de cotó de la Ciutat Industrial, i fins a 60 quilòmetres de desert al nord de Deir ez-Zor.
El comandant del Consell Militar, Ahmad Abu Khawla, de les FDS van declarar que les seves forces no atacarien a les tropes del govern sirià a l'altre riba de l'Eufrates. L'endemà, un presumpte avió sirià o rus va bombardejar posicions de kurd-àrabs a la riba oriental del riu, ferint 6 combatents. En resposta, la CJTF-OIR va declarar que feien tots "els seus esforços per evitar una escalada innecessària entre les forces que comparteixen Estat Islàmic com a enemic comú", però, "les forces i socis de la coalició sempre conserven el dret a la defensa pròpia". En aquest context, Chris Kozak de l'Institut de l'Estudi de la Guerra va dir que ni Rússia ni els Estats Units tenien interès en un conflicte entre ambdues parts, però que hi havia una amenaça real que ambdues posicions s'ataquessin mútuament abans que ni Rússia ni Estats Units poguessin fer-hi res. El govern i les FDS es rivalitzaven la governació de Deir ez-Zor, ja que ambdues parts volen captar els recursos naturals de la regió (sobretot els seus camps petroliers).
El 20 de setembre, les FDS van obrir un segon front a EI a l'est de Deir ez-Zor, prop de la frontera amb Iraq. Entre els dies 20 i 24, les EI va contraatacar les FDS causant la mort de diferents combatents de la coalició.
Entre els dia 25 i 27 de setembre, mitjans locals van informar que aviació russa havia bombardejat en zones controlades per les FDS, causant almenys 6 morts.
El 30 de setembre, les FDS van capturar els camps petroliers de Jafra, una de les "fonts d'ingressos més importants per a EI". Entre l'1 i el 9 d'octubre, les FDS van alliberar diverses poblacions i amb poca resistència islamista degut als esforços d'aquests a reforçar el front amb l'exèrcit sirià.
Entre els dies 8 i de novembre les FDS van alliberar la ciutat de Markadah, Al-Busayrah, els camps petroliers de Tanak i van arribar a situar-se a 15 quilòmetres de la frontera amb Iraq, segons l'Observatori Sirià dels Drets Humans.
El Consell Militar de Deir Ezzor va arribar a la frontera iraquiana el 25 de novembre a través del camp del nord d'Albu Kamal, tallant l'exèrcit sirià l'accés als passos fronterers al nord de la ciutat. Les YPG van declarar el 3 de desembre que havien capturat completament el camp oriental de Deir Ezzor.
El 9 de desembre, les FDS van capturar tres poblacions a 70 quilòmetres al sud de la ciutat de Deir Ezzor amb l'ajut de l'aviació russa.
El 12 de desembre, el Consell Militar de Deir Ezzor va informar que les seves forces havien capturat diverses poblacions al llarg de la riba oriental de l'Eufrates, incloent-hi Enjayat, Jayshiyah, Jadleh, Al-Bahrah i Gharnej. Aprofitant la concentració de d'EI en atacar l'exèrcit sirià al la riba occidental durant la setmana, les FDS van aconseguir alliberar algunes poblacions. L'ala oficial de mitjans de les FDS va informar de la captura de Jurdi Al-Sharqi el 13 de desembre. SOHR va declarar que 23 civils havien estat assassinats per atacs aeris efectuats per la coalició liderada pels Estats Units en un poble controlat per EI.
El 16 de desembre, el Consell Militar de Deir Ezzor va capturar diverses poblacions, incloent ciutats d'Abu Hardoub i Hasiyat. Això els va permetre assegurar un control complet sobre el camp petrolífer de Murad, situat al nord-est d'Abu Hardoub, deixant la divisió administrativa del districte d'Abu Kamal com últim reducte per alliberar. EI va intentar reprendre posicions kurd-àrabs el 22 de desembre, intentant capturar els camps petroliers d'Al-'Umar. Els mitjans pro-FDS, però, afirmaven que l'atac havia estat frustrat i havien matat a 21 islamistes.
El 29 de desembre, segons fonts pro-kurdes, les FDS van alliberar quatre poblacions (Al-Bahrah, Al-Kahawi, Al-Jabal i Kushkiyah) al nord del bastió islamista de Haijan. La coalició kurd-àrab va afirmar que havia matat 67 combatents d'EI. L'endemà, SOHR va denunciar forts combats entre ambdós grups al banc oriental. Més tard, el mateix dia, les FDS va capturar la ciutat de Khara'ij i Al-Marsama Gharbi.
El 31 de desembre, EI va afirmar haver matat 20 lluitadors de les FDS i ferit 50 més en atac amb un cotxe bomba. L'endemà, l'1 de gener, les YPG van anunciar que havien matat al comandant Hisil Ayat el-Bilebil Ebu el-Walid, l'autor intel·lectual dels atemptats de Qamishli de juliol de 2016 a Al-Busayrah. SOHR va afirmar el mateix dia que 12 civils van ser assassinats en atacs aeris al poble de Susa, per la coalició internacional liderada pels Estats Units.
Les fonts pro kurdes van informar entre el 2 i el 5 de gener que les FDS van alliberar fins a 8 poblacions.
SOHR va informar el 10 de gener que les FDS van alliberar més de 400 membres d'EI a Deir Ezzor, 120 dels quals van integrar-se a les files kurd-àrabs. No obstant això, el 15 de gener, la coalició anti-EI va contradir les acusacions de reclutament de combatents islamistes. Fonts locals van declarar que EI s'havia retirat de la majoria de les seves posicions a Gharanij, pro kurdes van afegir que les tropes havien mort més de 100 islamistes durant els enfrontaments per alliberar la ciutat, mentre que EI va afirmar haver mort entre 50 i 70 combatents de les FDS durant la batalla.
El mitjà Wafa, jihadista, va anunciar el 18 de gener que el raper alemany Denis Cuspert va morir en un atac aeri durant la batalla a Gharanij. Cuspert va ser lluitador, reclutador i propagandista d'EI.
Les FDS van anunciar l'alliberament de Gharanij el 24 de gener, després d'una dura batalla amb centenars de morts islamistes.

#### Vall mitjana de l'Eufrates
Els primers dies de febrer, les FDS van informar de la captura d'Alexanda Kotey i al Shafee Elsheikh, membres de la cèl·lula anomenada "The Beatles". Els dos havien estat capturats un mes abans a prop de Deir Ezzor al llarg de la Vall de l'Eufrates. El 10 de febrer, SDF va llançar un nou atac contra Bahrah. Fonts kurds van afirmar que havien capturat algunes posicions a la població, però no va ser confirmat per les FDS. EI va atacar les posicions de les FDS a Al-Bahrah dues vegades amb cotxes bomba el 10 de febrer, resultant en desenes de morts i ferits.
Segons fonts de les Unitats de Mobilització Populars iraquians (PMU), el 12 de febrer, les seves forces havien rescatat a 11 combatents de les FDS capturats per EI prop de la frontera entre Iraq i Síria. El 18 de febrer, les FDS van anunciar que Sjoerd Heeger, membre neerlandès de les seves files, va morir lluitant contra EI el 12 de febrer.

#### Els enfrontaments de la SDF-SAA
Al cap de la nit, el 7 de febrer, les forces nord-americanes van atacar les posicions de les forces governamentals sirias amb atacs aeris, al·legant defensa pròpia d'una seu de les FDS amb observadors nord-americans, a Khusham. Els funcionaris dels EUA van estimar que més de 100 membres de les forces pro-governamentals van morir. Tanmateix, el Ministeri de Defensa rus va afirmar que les forces pro-governamentals realitzaven missions de reconeixement contra EI. També va haver-hi informes de fonts opositores que van suggerir enfrontaments entre les FDS i l'exèrcit sirià i les forces aliades al govern. Al-Masdar News va desmentir aquestes afirmacions i va que era una campanya dirigida per mitjans de comunicació opositors.

### Segona fase: Operació de rodejar
L'1 de maig de 2018, les FDS, recolzades per la coalició liderada pels Estats Units i en coordinació amb les Forces Armades iraquianes, van anunciar el reinici de l'ofensiva a la frontera entre Síria i l'Iraq i la vall del riu Eufrates. El 3 de maig, el Consell Militar Siríac i el portaveu de les FDS, Kino Gabriel, van declarar que les forces kurdoàrabs havien avançat 8 quilòmetres en territori islamista al llarg de la frontera iraquiana a prop de la vall del riu Eufrates.
El 10 de maig, es va anunciar la captura de cinc alts comandants d'EI en una incursió transfronterera conjunta entre les FDS i l'exèrcit iraquià, en el que els funcionaris de la coalició van qualificar de "cop significatiu" a l'Estat Islàmic. La notícia va impulsar el president dels Estats Units, Donald Trump, a anunciar a Twitter: "Acaben de capturar els cinc líders més buscats de l'EI!".
El 13 de maig, les FDS van prendre el control total sobre el poble al-Baghuz Tahtani, a la riba est de l'Eufrates, tallant oficialment l'accés jihadista a la frontera iraquiana. El 14 de maig, les FDS realitzaven operacions de neteja de mines i túnels a al-Baghuz Tahtani. SOHR també va informar que 18 combatents d'EI van morir en atacs aeris de la Coalició a la ciutat d'Al-Bahrah, més al nord. El mateix dia, el comandant de la US-CENTCOM, Joseph Votel, el comandant de la coalició Paul E. Funk II i altres membres dels EUA van reunir-se amb els líders de les FDS per "comprendre millor la lluita contra Daesh a la vall del riu Eufrates de mig".
El 17 de maig, després de diverses setmanes d’enfrontaments, les FDS van capturar diversos llocs fronterers prop d’Abu Kamal, assetjant completament la vall de l’Eufrates del mig. El 20 de juliol, després de dos mesos d’enfrontaments, les FDS van comunicar haver capturat tot el camp sud-est d’Al-Hasakah, reduint significativament la presència islamista a la província oriental de Deir ez-Zor. El 4 d'agost, les FDS van capturar completament la resta del territori fronter, reduint el control territorial d'EI a la vall de l'Eufrates del mig, a la zona entre Hajin i Abu Kamal.

### Tercera fase: Batalla de derrota del terrorisme

Avenços FDS (setembre)

Contraofensiva EI (octubre)

Culminació de la batalla

El 10 de setembre, les FDS van començar a avançar des de 4 fronts diferents cap a les zones controlades per EI: Hajin, al-Susa, al-Shafa i els pobles veïns a cavall de les ribes orientals del riu Eufrates. L'endemà, 11 de setembre, va començar oficialment la tercera i última fase de l'operació, amb el nom en clau de Batalla de derrota del terrorisme. Segons les FDS, les primeres línies de defensa d'EI es van trencar el 13 de setembre.
El 10 d'octubre, Estat Islàmic va llançar una gran contraofensiva amb la coberta d'una gran tempesta de sorra, que va provocar la mort d'un voluntari francès de les YPG. El 12 d'octubre van aconseguir capturar almenys 45 combatents de les FDS, així com recuperar múltiples posicions. El 19 d'octubre EI també va aconseguir infiltrar-se a les zones governamentals. El 20 d'octubre, SOHR va declarar que la Coalició Internacional hauria comès dues "massacres" a Al-Susah, que van causar la mort de 58 persones (41 civils i 10 nens).
Aquests avenços d'EI es deuen principalment a la necessitat de les tropes kurdoàrabs d'aturar l'ofensiva i prendre posicions defensives a Kobani i Tel Abyad per aturar la incursió de les forces armades turques. L'11 de novembre, les SDF van anunciar que havien reiniciat l'ofensiva.
El 3 de desembre, fonts locals van informar que les FDS havien avançat cap a la capital, de facto, d'Estat Islàmic, Hajin, i havien aconseguit entrar a la ciutat després de superar les defenses islamistes al seu flanc nord-oest des d'Al-Bahrah. El 6 de desembre, Redur Khalil, un comandant de les FDS, va confirmar que les seves forces havien entrat a Hajin i que havien alliberat parts de la ciutat, inclosos alguns barris i una mesquita, però no l'hospital com s'especulava. El 7 de desembre, les forces kurdàrabs havien pres aproximadament la meitat de la ciutat i van aconseguir obrir un corredor humanitari, que va permetre a més de 1.000 civils, la majoria dones i nens, fugir de la ciutat. La Coalició Internacional va intensificar els atacs aeris per donar suport als avenços, amb un comunicat de premsa del 5 de desembre. Durant els següents dies es va acusar que un dels atacs de la Coalició Internacional havia caigut sobre un hospital local assassinant fins a 8 civils, negat en un comunicat dels EUA alegant que a l'edifici hi havia combatents i estava replet de bombes.
L'11 de desembre les FDS van aconseguir recuperar la ciutat fronterera d'Al-Baghuz Tahtani, assegurant una vegada més tota la frontera i recuperant gran part de el territori perdut després dels contraatacs jihadistes d’octubre. El 12 de desembre, la Coalició Internacional va estimar que encara hi havia 2.500 dels combatents d'EI atrinxerats a Hajin. L'enviat presidencial especial dels Estats Units, Brett H. McGurk, va afirmar: "Hem arribat a un punt en què gairebé tots els combatents de l'ISIS porten una armilla suïcida, l'abast dels explosius i la seva col·locació, és una lluita molt i molt difícil". A partir de llavors, els avenços de les FDS a la ciutat van ser modestos i amb dificultat per culpa de les mines, una extensa xarxa de túnels, els franctiradors, i la utilització de civils com a escuts humans, segons les FDS. Finalment, SOHR i fonts no oficials locals van informar que les defenses de l'Estat Islàmic a Hajin havien col·lapsat i que les forces jihadistes fugien cap als afores orientals de la ciutat; confirmat pels comptes de Twitter de les forces kurdoàrabs que mostraven la seva bandera al centre de la ciutat. Amb la captura de la ciutat, SOHR va publicar que des del començament de la tercera fase de la campanya Deir ez-Zor el 10 de setembre, 922 jihadistes, 539 combatents de les FDS i 324 civils (dels quals 113 nens i 72 dones) havien mort en els combats. SOHR va insistir que la majoria de les víctimes civils provenien d'atacs aeris de la Coalició Internacional.
Amb la captura de Hajin, l’última capital de facto de l’Estat Islàmic, el 14 de desembre, els combatents d'EI es van retirar a les poques poblacions rurals restants que encara tenien sota control. El comandant en cap de les FDS, Mazlum Kobane, va afirmar que almenys 5.000 combatents islamistes, 2.000 dels quals estrangers, romanien actius en atrinxerats en aquestes poblacions. Es calcula que més de 700 presoners, inclosos els desertors, van ser executats per EI quan van perdre Hajin.
El 14 de desembre, les forces kurdoàrabs van avançar al sud de Hajin. El 21 de desembre, després de capturar la zona d'Al-Qal'ah al sud-oest de Hajin, les tropes de les FDS van avançar cap a la ciutat d'Abu al-Khatir, amb l'ajuda d'atacs aeris de la Coalició Internacional. El 25 de desembre, fonts locals van confirmar que les FDS havien alliberat la ciutat d'Abu al-Khatir després de dies d'enfrontaments. SOHR va informar que les FDS van aconseguir capturar uns 262 islamistes camuflats de civils un cop alliberades les poblacions properes a Hajin. El 31 de desembre, les FDS van aconseguir capturar Al-Kashmah i començaven els enfrontaments per controlar Al-Shaafah. Després de deu dies de forts enfrontaments, ens que van morir un lluitador kurd i van resultar ferits dos membres de l'exèrcit de la Gran Bratanya, el 10 de gener les FDS van capturar completament Al-Shaafah i van començar els avenços cap a la zona d'Abu Badran. Les dificultats d'avançar eren notables degut a l'antrinxerament de les tropes jihadistes als pobles, cosa que dificultava grans avenços i aquests eren més aviat poble a poble. El 20 de gener, SOHR va informar que els atacs aeris de la Coalició Internacional a Al-Baghuz Fawqani havien assassinat sis civils, inclosos quatre nens, a més de matar 10 militants islamistes.
Cap al 22 de gener només quedaven dues poblacions en territori sirià en mans jihadistes. Aquest acorralament va comportar que prop de desenes (segons ANHA), fins i tot centenars (segons SOHR), van rendir-se a les FDS i entregar-se, 50 dels quals eren combatents estrangers.
El 28 de gener es va informar que EI sota el seu control els pobles d'Al-Marashidah, al-Arqoub, Safafinah i Baghuz Fawqani, així com alguns horts a la ciutat d'Al-Susah. El 29 de gener, el portaveu de les SDF, Mustafa Bali, va dir a Reuters que, l’avanç de les FDS s’havia alentit a causa de la gran presència de civils, molts dels quals eren esposes o fills de combatents jihadistes. Va afegir que les FDS també havien rebutjat una oferta dels islamistes, que va arribar per mitjà de mediadors, per rendir el territori a canvi d'una sortida segura.
El 30 de gener, es va informar que un atac aeri de la Coalició sobre Marashidah va matar Mohammed Mahmoud al-Abadi (Abu Osama al-Qurashi), una alta figura que va ocupar diversos càrrecs a l’Estat Islàmic, inclòs el comandant de la "Policia Islàmica", Ministre del Petroli i alt comandant de seguretat.
El 8 de febrer, Mustafa Bali va anunciar que les FDS llançarien l'atac final a la resta de l'enclavament un cop els civils haguessin estat completament evacuats: "Hi ha un passadís segur i els civils surten diàriament, i això redueix el seu nombre a Baghouz fins que puguem estar segurs que la ciutat estigui lliure de civils […] Llançarem un atac per acabar amb la presència del Daesh o es lliurin. No hi ha altres opcions per a ells. Confirmem que no hi ha negociacions, ni hi ha intenció de negociar".
El vespre del 9 de febrer, les Forces Democràtiques Sirianes van anunciar que llançarien la batalla "decisiva" final, després de gairebé deu dies d'evacuació de 20.000 civils, la majoria dels quals eren familiars de combatens islamistes. La Coalició Internacional estimava que EI encara tenia entre 1.000 i 1.500 combatents a l'enclavament, tot i que les SDF i SOHR estimaven que n'eren al voltant de 3.000.
Entre el 9 i el 10 de febrer, la SDF va ser capaç de capturar un total de 2 quilòmetres quadrats i es va apoderar de 41 punts tàctics. El govern sirià va declarar que els atacs aeris de la Coalició Internacional havien assassinat diversos civils, incloses quatre persones prop d'un improvisat camp de refugiats a prop de Baghuz. L'avanç de les FDS era lent, ja que centenars de civils continuaven sortint de la zona de guerra cap als "centres de detecció" creats per interceptar jihadistes que fugien camuflats de civils. Tot i que alguns eren més crítics, d'altres mostraven la seva devoció per la idea d'un Estat Islàmic, fins i tot després de la rendició. "No anàvem a marxar, però el califa va dir que les dones havien de fer-ho", va dir una mare en referència al líder Abu Bakr al-Baghdadi, que segons els informes havia ordenat a dones i nens que marxessin.
El 17 de març, les FDS van donar a conèixer les seves xifres sobre l'operació des del 9 de gener: 34.000 civils evacuats, 29.600 combatents islamistes i els seus familiars rendits, inclosos més de 5.000 combatents, 1.306 militants de d'EI morts i 520 capturats. Al seu torn, van situar les seves víctimes en 11 morts i 61 ferits.
El 23 de març, es va anunciar l'alliberament total de l'enclavament islamista, concloent la batalla de Baghuz Fawqani i donant per acabada la campanya. El parador del líder Abu Bakr al-Baghdadi seguia essent desconegut.

## Conseqüències
El 5 de novembre de 2018, l'inspector general del Departament de Defensa dels Estats Units va determinar que EI s'havia convertit en una força d'insurgència "clandestina eficaç" que operava en gran manera a l'Iraq i Síria, que perdia tot el territori de l'Iraq i només posseïa l'1 per cent del territori sirià respecte el que havia arribat a controlar.
Les campanyes simultànies a gran escala de les Forces Democràtiques Sirianes, del govern sirià i el govern iraquià per recuperar territori controlat per Estat Islàmic van degradar la capacitat de projecció del grup i l’accés a recursos i mà d’obra de la que guadia un anys abans. A mesura que anava perdent territori els combatents que quedaven es van arraconar en petites zones desèrtiques com al-Safa, al desert de Síria. Els combatents en actiu del grup, passaren a utilitzar tàctiques i estratègies de guerra de guerrilles. Tanmateix, molts combatents dispersos cèl·lules dorments es van camuflar amb la població local i van continuar perpetrant atacs terroristes.
El 21 de febrer de 2019, un funcionari iraquià va declarar que les FDS havien transferit 150 militants jihadistes a les autoritats iraquianes en virtut d’un acord que implicava un total de 502, cosa que la convertia en la repatriació més gran de membres fins llavors. El 24 de febrer, el govern iraquià va declarar que van rebre 13 sospitosos més. Alguns funcionaris iraquians van declarar que els 13 eren d'origen francès.
Les Forces Democràtiques de Síria van alliberar 283 sirians que estaven detinguts per afiliar-se a ISIL el 3 de març. Les autoritats van dir que els alliberats "no tenen sang siriana a les mans", suggerint que no van participar en cap combat. El moviment es va produir després de la pressió exercida per caps de tribus locals i d'altres funcionaris.
El 20 d'abril, Kosovo va repatriar 110 ciutadans de Síria, inclosos 72 nens, 32 dones i quatre homes sospitosos d'haver lluitat amb EI. Els homes van ser arrestats en tornar al país. Van tornar amb l'ajut de l'exèrcit dels Estats Units abans que la policia els escortés a una caserna de l'exèrcit prop de la capital, Pristina. El mateix dia, Bòsnia va anunciar que havia repatriat i detingut un nacional bosnià sospitós d'haver lluitat amb el grup jihadista.
Eric Oehlerich, Mick Mulroy i Liam McHugh, de l'Institut Lobo, adverteixen que es crearà la propera generació d'EI si no es fa res per resoldre el problema de la insurgència jihadista.